# Première circonscription de Nouvelle-Calédonie
Pour les articles homonymes, voir Circonscription de Nouvelle-Calédonie.
La première circonscription de Nouvelle-Calédonie, en place depuis le découpage électoral de 1986 appliqué pour la première fois aux élections législatives de 1988, est représentée à l'Assemblée nationale française, dans la XVIIe et actuelle législature de la Cinquième République, par Nicolas Metzdorf, député Divers droite (DVD) et anciennement Renaissance (RE) de la 2e circonscription.

## Description géographique et démographique
L'actuelle première circonscription de Nouvelle-Calédonie a été créée par le découpage électoral prévu dans la loi n°86-1197 du 24 novembre 1986. Elle est essentiellement composée de la ville de Nouméa à laquelle s'ajoutent les trois Îles Loyauté et l'Île des Pins. Elle est donc à cheval entre une partie de la Province Sud et de la totalité de celle des Îles Loyauté. Elle n'a pas été modifiée par le redécoupage des circonscriptions législatives françaises de 2010, induit par l'ordonnance n° 2009-935 du 29 juillet 2009, ratifiée par le Parlement français le 21 janvier 2010. Elle ne doit pas être confondue avec l'ancienne 1re circonscription, dite « circonscription Est », qui a existé de 1978 à 1986.
D'après les chiffres du recensement de 2019, la circonscription était alors peuplée de 114 675 habitants, répartis ainsi :
- Nouméa : 94 285 habitants
- Lifou : 9 195 habitants
- Maré : 5 757 habitants
- Ouvéa : 3 401 habitants
- Île des Pins: 2 037 habitants

Il y avait en 2002 60 779 (1er tour) puis 60 770 (2e tour) inscrits. En 2007 ces derniers étaient au nombre de 68 940 (1er tour) puis 68 928 (2e tour), et passent en 2012 à 76 453 (1er tour) puis 76 406 (2e tour) inscrits. En 2017, ils sont 85 148 (1er tour) puis 85 146 (2e tour). Cinq ans plus tard, en 2022, ces nombres passent respectivement 96 926 puis 96 922 inscrits. Aux législatives anticipées de 2024, ils sont 97 163 puis 97 162 inscrits.

## Description politique
Longtemps fief traditionnel du chef historique anti-indépendantiste Jacques Lafleur, il s'y fait néanmoins battre dès le premier tour des législatives de 2007 (il était alors candidat sans être investi ni par son ancien parti, le RPCR, ni par l'UMP), et du Rassemblement-UMP. Quoi qu'il en soit, cette circonscription, malgré la présence de la province indépendantiste des Îles Loyauté, est majoritairement hostile à l'indépendance : Jacques Lafleur y a été élu au 1er tour à chaque scrutin de 1988 à 1997 et, s'il a été mis en ballotage en 2002, il avait face à lui au second tour un autre non-indépendantiste, Didier Leroux. Et si un indépendantiste, Charles Washetine de l'UNI-FLNKS, a accédé au second tour en 2007, il a obtenu à peine plus de la moitié du score du candidat anti-indépendantiste arrivé en tête, Gaël Yanno, et a bénéficié alors surtout de l'éclatement du camp hostile à l'indépendance (six candidats : outre Gaël Yanno et Jacques Lafleur, l'autre Rassemblement-UMP Pierre Maresca, les deux Avenir ensemble Philippe Gomès et Didier Leroux et le Front national Guy George, contre seulement trois indépendantistes dont surtout, pour la première fois, un candidat unique soutenu par l'ensemble du FLNKS). Et Yanno a finalement été largement élu au second tour avec pratiquement 70 % des voix. En 2012, ce sont à nouveau deux anti-indépendantistes qui s'affrontent au deuxième tour, et Gaël Yanno, arrivé en tête du 1er tour, est finalement battu par sa rivale de Calédonie ensemble, Sonia Lagarde, dans ce qui est perçu alors comme un vote sanction contre les choix politiques et stratégiques pris par le Rassemblement-UMP depuis 2009. Sonia Lagarde, entretemps élue maire de Nouméa, ne se représente pas en 2017 et c'est le porte-parole de Calédonie ensemble Philippe Dunoyer qui est élu pour lui succéder au deuxième tour face à une autre non-indépendantiste, Sonia Backès, membre des Républicains de Nouvelle-Calédonie mais non officiellement soutenue par cette plateforme.

## Historique des députés
| Législature | Début de mandat | Fin de mandat  | Député           | Parti politique         | Observations |
| ----------- | --------------- | -------------- | ---------------- | ----------------------- | --- |
| IXe         | 23 juin 1988    | 1er avril 1993 | Jacques Lafleur  | RPCR, RPR               | Président de la Province Sud |
| Xe          | 2 avril 1993    | 21 avril 1997  | Jacques Lafleur  | RPCR, RPR               | Président de la Province Sud Mandat écourté à la suite d'une dissolution parlementaire décidée par Jacques Chirac.                |
| XIe         | 12 juin 1997    | 18 juin 2002   | Jacques Lafleur  | RPCR, RPR               | Président de la Province Sud |
| XIIe        | 19 juin 2002    | 19 juin 2007   | Jacques Lafleur  | RPCR, RPR               | Président de la Province Sud |
| XIIIe       | 20 juin 2007    | 19 juin 2012   | Gaël Yanno       | Rassemblement-UMP, UMP  | Suppléant sortant, 1er adjoint au maire de Nouméa                                                                                 |
| XIVe        | 20 juin 2012    | 20 juin 2017   | Sonia Lagarde    | Calédonie ensemble, UDI | Maire de Nouméa |
| XVe         | 21 juin 2017    | 21 juin 2022   | Philippe Dunoyer | Calédonie ensemble, UDI | 3e adjoint au maire de Nouméa Porte-parole du gouvernement de la Nouvelle-Calédonie                                               |
| XVIe        | 22 juin 2022    | 9 juin 2024    | Philippe Dunoyer | Calédonie ensemble, RE  | Membre du Congrès de la Nouvelle-Calédonie Mandat écourté à la suite d'une dissolution parlementaire décidée par Emmanuel Macron. |
| XVIIe       | 8 juillet 2024  | En cours       | Nicolas Metzdorf | GNC-LOY                 | Membre du Congrès de la Nouvelle-Calédonie                                                                                        |

## Résultats électoraux

### Élections de 1988
|                | Jacques Lafleur sortant réélu | RPR (URC)      | 19 525 | 83,21  |  |  |  |
|                | Guy George                    | FN             | 3 251  | 13,85  |  |  |  |
|                | Jean-Michel Cheval            | Extrême droite | 689    | 2,94   |  |  |  |
|                |                               |                |        |        |  |  |  |
| Inscrits       | Inscrits                      | Inscrits       | 45 097 | 100,00 |  |  |  |
| Abstentions    | Abstentions                   | Abstentions    | 21 008 | 46,58  |  |  |  |
| Votants        | Votants                       | Votants        | 24 089 | 53,42  |  |  |  |
| Blancs et nuls | Blancs et nuls                | Blancs et nuls | 624    | 2,59   |  |  |  |
| Exprimés       | Exprimés                      | Exprimés       | 23 465 | 97,41  |  |  |  |

### Élections de 1993
|                | Jacques Lafleur sortant réélu | RPR (UPF)      | 14 245 | 53,28  |  |  |  |
|                | Dick Ukeiwé                   | Divers droite  | 4 288  | 16,04  |  |  |  |
|                | Rock Wamytan                  | UC             | 3 829  | 14,32  |  |  |  |
|                | Guy George                    | FN             | 1 520  | 5,68   |  |  |  |
|                | Claude Sarran                 | Extrême droite | 1 281  | 4,79   |  |  |  |
|                | Paulo Vakalepu                | MRG            | 503    | 1,88   |  |  |  |
|                | Alefosio Lakina               | Divers         | 373    | 1,4    |  |  |  |
|                | Jean-Michel Cheval            | Divers droite  | 363    | 1,36   |  |  |  |
|                | Bernard Marant                | Divers droite  | 336    | 1,26   |  |  |  |
|                |                               |                |        |        |  |  |  |
| Inscrits       | Inscrits                      | Inscrits       | 48 036 | 100,00 |  |  |  |
| Abstentions    | Abstentions                   | Abstentions    | 20 321 | 42,3   |  |  |  |
| Votants        | Votants                       | Votants        | 27 715 | 57,7   |  |  |  |
| Blancs et nuls | Blancs et nuls                | Blancs et nuls | 977    | 3,53   |  |  |  |
| Exprimés       | Exprimés                      | Exprimés       | 26 738 | 96,47  |  |  |  |

### Élections de 1997
Un seul tour de scrutin suffit à Jacques Lafleur pour être réélu. L'abstention y est assez forte (sur 51 869 inscrits, seuls 28 644 iront voter, soit un taux d'abstention de 44,78 %). Le FLNKS a appelé à l'abstention.
|                | Jacques Lafleur sortant réélu | RPR            | 17 356 | 63,07  |  |  |  |
|                | Didier Leroux                 | Divers droite  | 5 394  | 19,6   |  |  |  |
|                | Bernard Herpin                | FN             | 1 992  | 7,24   |  |  |  |
|                | Dick Ukeiwé                   | Divers droite  | 1 162  | 4,22   |  |  |  |
|                | Jean-Raymond Postic           | Divers droite  | 644    | 2,34   |  |  |  |
|                | Claude Sarran                 | LDI (MPF)      | 539    | 1,96   |  |  |  |
|                | Jean Cheval                   | Divers         | 432    | 1,57   |  |  |  |
|                |                               |                |        |        |  |  |  |
| Inscrits       | Inscrits                      | Inscrits       | 51 869 | 100,00 |  |  |  |
| Abstentions    | Abstentions                   | Abstentions    | 23 225 | 44,78  |  |  |  |
| Votants        | Votants                       | Votants        | 28 644 | 55,22  |  |  |  |
| Blancs et nuls | Blancs et nuls                | Blancs et nuls | 1 125  | 3,93   |  |  |  |
| Exprimés       | Exprimés                      | Exprimés       | 27 519 | 96,07  |  |  |  |

### Élections de 2002
C'est la première élection législative à laquelle Jacques Lafleur n'est pas élu au 1er tour. L'abstention y est, comme d'habitude, assez forte (au 1er tour, sur 60 779 inscrits, seuls 25 588 iront voter, soit un taux d'abstention de 57,9 %, qui s'élève au second tour à 59,48 %). L'Union calédonienne a appelé à l'abstention.
| Candidat       | Candidat                      | Parti             | Premier tour | Premier tour | Second tour | Second tour |  |
| Candidat       | Candidat                      | Parti             | Voix         | %            | Voix        | %           |  |
| -------------- | ----------------------------- | ----------------- | ------------ | ------------ | ----------- | ----------- |  |
|                | Jacques Lafleur sortant réélu | UMP               | 12 378       | 49,81        | 12 670      | 55,74       |  |
|                | Didier Leroux                 | Divers droite     | 3 749        | 15,09        | 10 059      | 44,26       |  |
|                | Bernard Herpin                | FN                | 2 753        | 11,08        |             |             |  |
|                | Wassissi Konyi                | Divers            | 2 439        | 9,82         |             |             |  |
|                | Alain Descombels              | Divers droite     | 1 709        | 6,88         |             |             |  |
|                | Didier Baron                  | Divers écologiste | 928          | 3,73         |             |             |  |
|                | Marcko Waheo                  | Divers            | 466          | 1,88         |             |             |  |
|                | Jean-Raymond Postic           | Divers gauche     | 426          | 1,71         |             |             |  |
|                |                               |                   |              |              |             |             |  |
| Inscrits       | Inscrits                      | Inscrits          | 60 779       | 100,00       | 60 770      | 100,00      |  |
| Abstentions    | Abstentions                   | Abstentions       | 35 191       | 57,9         | 36 146      | 59,48       |  |
| Votants        | Votants                       | Votants           | 25 588       | 42,1         | 24 624      | 40,52       |  |
| Blancs et nuls | Blancs et nuls                | Blancs et nuls    | 740          | 2,89         | 1 895       | 7,7         |  |
| Exprimés       | Exprimés                      | Exprimés          | 24 848       | 97,11        | 22 729      | 92,3        |  |

Le suppléant de Jacques Lafleur était Gaël Yanno, expert-comptable, adjoint au maire de Nouméa.

### Élections de 2007
| Candidat       | Candidat                | Parti          | Premier tour | Premier tour | Second tour | Second tour |  |
| Candidat       | Candidat                | Parti          | Voix         | %            | Voix        | %           |  |
| -------------- | ----------------------- | -------------- | ------------ | ------------ | ----------- | ----------- |  |
|                | Gaël Yanno élu          | UMP            | 11 445       | 30,89        | 26 732      | 69,21       |  |
|                | Charles Washetine       | UC             | 5 846        | 15,78        | 11 891      | 30,79       |  |
|                | Didier Leroux           | UDF–MoDem      | 5 316        | 14,35        |             |             |  |
|                | Phillipe Gomes          | Divers droite  | 5 223        | 14,1         |             |             |  |
|                | Jacques Lafleur sortant | diss. UMP      | 4 352        | 11,74        |             |             |  |
|                | Louis Kotra Uregei      | SÉGA           | 2 019        | 5,45         |             |             |  |
|                | Guy George              | FN             | 1 559        | 4,21         |             |             |  |
|                | Pierre Maresca          | diss. UMP      | 1 062        | 2,87         |             |             |  |
|                | Marcko Waheo            | Divers         | 233          | 0,63         |             |             |  |
|                |                         |                |              |              |             |             |  |
| Inscrits       | Inscrits                | Inscrits       | 68 940       | 100,00       | 68 928      | 100,00      |  |
| Abstentions    | Abstentions             | Abstentions    | 31 077       | 45,08        | 29 139      | 42,27       |  |
| Votants        | Votants                 | Votants        | 37 863       | 54,92        | 39 789      | 57,73       |  |
| Blancs et nuls | Blancs et nuls          | Blancs et nuls | 808          | 2,13         | 1 166       | 2,93        |  |
| Exprimés       | Exprimés                | Exprimés       | 37 055       | 97,87        | 38 623      | 97,07       |  |

### Élections de 2012
| Candidat       | Candidat           | Parti               | Premier tour | Premier tour | Second tour | Second tour |  |
| Candidat       | Candidat           | Parti               | Voix         | %            | Voix        | %           |  |
| -------------- | ------------------ | ------------------- | ------------ | ------------ | ----------- | ----------- |  |
|                | Gaël Yanno sortant | UMP                 | 10 880       | 30,96        | 14 811      | 46,07       |  |
|                | Sonia Lagarde élue | CE                  | 9 405        | 26,76        | 17 340      | 53,93       |  |
|                | Robert Xowie       | UC                  | 5 905        | 16,8         |             |             |  |
|                | Isabelle Lafleur   | Divers droite (RPC) | 3 697        | 10,52        |             |             |  |
|                | Pierre Aube        | FN                  | 1 743        | 4,96         |             |             |  |
|                | Stéphane Henocque  | Divers              | 1 616        | 4,6          |             |             |  |
|                | Michel Jorda       | PS                  | 1 272        | 3,62         |             |             |  |
|                | Richard Sio        | FG (PCF)            | 627          | 1,78         |             |             |  |
|                |                    |                     |              |              |             |             |  |
| Inscrits       | Inscrits           | Inscrits            | 76 453       | 100,00       | 76 406      | 100,00      |  |
| Abstentions    | Abstentions        | Abstentions         | 40 688       | 53,22        | 41 333      | 54,1        |  |
| Votants        | Votants            | Votants             | 35 765       | 46,78        | 35 073      | 45,9        |  |
| Blancs et nuls | Blancs et nuls     | Blancs et nuls      | 620          | 1,73         | 2 922       | 8,33        |  |
| Exprimés       | Exprimés           | Exprimés            | 35 145       | 98,27        | 32 151      | 91,67       |  |

### Élections de 2017
|                                                                                    |                                                                                            |                           |                           |                          |                          |
|                                                                                    |                                                                                            | Premier tour 11 juin 2017 | Premier tour 11 juin 2017 | Second tour 18 juin 2017 | Second tour 18 juin 2017 |
|                                                                                    |                                                                                            |                           |                           |                          |                          |
|                                                                                    |                                                                                            | Nombre                    | % des inscrits            | Nombre                   | % des inscrits           |
| Inscrits                                                                           | Inscrits                                                                                   | 85 148                    | 100,00                    | 85 146                   | 100,00                   |
| Abstentions                                                                        | Abstentions                                                                                | 56 253                    | 66,06                     | 52 783                   | 61,99                    |
| Votants                                                                            | Votants                                                                                    | 28 895                    | 33,94                     | 32 363                   | 38,01                    |
|                                                                                    |                                                                                            |                           | % des votants             |                          | % des votants            |
| Bulletins blancs                                                                   | Bulletins blancs                                                                           | 753                       | 2,61                      | 1 703                    | 5,26                     |
| Bulletins nuls                                                                     | Bulletins nuls                                                                             | 234                       | 0,81                      | 660                      | 2,04                     |
| Suffrages exprimés                                                                 | Suffrages exprimés                                                                         | 27 908                    | 96,58                     | 30 000                   | 92,70                    |
|                                                                                    |                                                                                            |                           |                           |                          |                          |
| Candidat Étiquette politique (partis et alliances)                                 | Candidat Étiquette politique (partis et alliances)                                         | Voix                      | % des exprimés            | Voix                     | % des exprimés           |
|                                                                                    |                                                                                            |                           |                           |                          |                          |
|                                                                                    | Philippe Dunoyer Divers droite (Calédonie ensemble - Union des démocrates et indépendants) | 7 780                     | 27,88                     | 17 744                   | 59,15                    |
|                                                                                    | Sonia Backès Divers droite (Les Républicains de Nouvelle-Calédonie diss.)                  | 4 821                     | 17,27                     | 12 256                   | 40,85                    |
|                                                                                    | Gaël Yanno Divers droite (Union pour la Calédonie dans la France - Les Républicains diss.) | 4 425                     | 15,86                     |                          |                          |
|                                                                                    | Bernard Deladrière Les Républicains (Le Rassemblement)                                     | 3 921                     | 14,05                     |                          |                          |
|                                                                                    | Charles Washetine Régionaliste (Union nationale pour l'indépendance)                       | 2 820                     | 10,10                     |                          |                          |
|                                                                                    | Lina Balmelli Front national (Front national)                                              | 1 884                     | 6,75                      |                          |                          |
|                                                                                    | Louis Manta La France insoumise                                                            | 659                       | 2,36                      |                          |                          |
|                                                                                    | Germaine Nemia-Bishop Régionaliste                                                         | 389                       | 1,39                      |                          |                          |
|                                                                                    | Alain Descombels Divers droite                                                             | 367                       | 1,32                      |                          |                          |
|                                                                                    | Philippe Gras Divers droite                                                                | 342                       | 1,23                      |                          |                          |
|                                                                                    | Macate Wenehoua Régionaliste (Union progressiste en Mélanésie)                             | 297                       | 1,06                      |                          |                          |
|                                                                                    | Michel Hanocque Divers (Union populaire républicaine)                                      | 203                       | 0,73                      |                          |                          |
| Source : Ministère de l'Intérieur - Première circonscription de Nouvelle-Calédonie |                                                                                            |                           |                           |                          |                          |

### Élections de 2022
| Résultats des élections législatives des 12 et 19 juin 2022 de la 1re circonscription de Nouvelle-Calédonie |                          |                          |                          |              |              |             |             |
| Candidat | Candidat                 | Parti et coalition       | Nuance                   | Premier tour | Premier tour | Second tour | Second tour |
| Candidat | Candidat                 | Parti et coalition       | Nuance                   | Voix         | %            | Voix        | %           |
| | Philippe Dunoyer         | CE (ENS)                 | ENS                      | 11 982       | 40,83        | 25 652      | 66,40       |
| | Walisaune Wahetra        | PALIKA (FLNKS)           | REG                      | 6 360        | 21,67        | 12 979      | 33,60       |
| | Virginie Ruffenach       | R-LR (UDC)               | LR                       | 4 102        | 13,98        |             |             |
| | Pascal Lafleur           | SE                       | DVD                      | 2 171        | 7,40         |             |             |
| | Guy-Olivier Cuénot       | RN                       | RN                       | 1 941        | 6,61         |             |             |
| | Joël Kasarherou          | CA                       | DVC                      | 1 461        | 4,98         |             |             |
| | Jérémy Simon             | LP (UPF)                 | DSV                      | 686          | 2,34         |             |             |
| | Antoine Gil              | MCF                      | DVD                      | 645          | 2,20         |             |             |
| Votes valides                                                                                               | Votes valides            | Votes valides            | Votes valides            | 29 348       | 97,63        | 38 631      | 97,24       |
| Votes blancs                                                                                                | Votes blancs             | Votes blancs             | Votes blancs             | 534          | 1,78         | 771         | 1,94        |
| Votes nuls                                                                                                  | Votes nuls               | Votes nuls               | Votes nuls               | 178          | 0,59         | 325         | 0,82        |
| Total | Total                    | Total                    | Total                    | 30 060       | 100          | 39 727      | 100         |
| Abstention                                                                                                  | Abstention               | Abstention               | Abstention               | 66 866       | 68,99        | 57 195      | 59,01       |
| Inscrits / participation                                                                                    | Inscrits / participation | Inscrits / participation | Inscrits / participation | 96 926       | 31,01        | 96 922      | 40,99       |

### Élections de 2024
| Candidat                 | Candidat                              | Parti et coalition       | Nuance                   | Premier tour | Premier tour | Second tour | Second tour |
| Candidat                 | Candidat                              | Parti et coalition       | Nuance                   | Voix         | %            | Voix        | %           |
| ------------------------ | ------------------------------------- | ------------------------ | ------------------------ | ------------ | ------------ | ----------- | ----------- |
|                          | Nicolas Metzdorf                      | GNC                      | DVD                      | 22 316       | 39,81        | 34 557      | 52,41       |
|                          | Omayra Naisseline                     | UC                       | REG                      | 20 370       | 36,34        | 31 399      | 47,59       |
|                          | Philippe Dunoyer                      | CE                       | HOR                      | 5 791        | 10,33        |             |             |
|                          | Veylma Falaeo                         | LEO                      | DVG                      | 2 731        | 4,87         |             |             |
|                          | Simon Loueckhote                      | RN                       | RN                       | 2 562        | 4,57         |             |             |
|                          | Muneiko Haocas                        | MNIS                     | REG                      | 1 229        | 2,19         |             |             |
|                          | Juanita Ciane Angexetine, ép. Rialati | SE                       | REG                      | 344          | 0,61         |             |             |
|                          | Cédric Devaud                         | UPA                      | ECO                      | 235          | 0,42         |             |             |
|                          | Pierre-Henri Cuénot                   | MCF                      | DVD                      | 173          | 0,31         |             |             |
|                          | Thomas Nasri                          | REC                      | REC                      | 158          | 0,28         |             |             |
|                          | Germaine Toléta Nemia ép. Bishop      | RA                       | REG                      | 78           | 0,14         |             |             |
|                          | Manuel Millar                         | CDH                      | DIV                      | 63           | 0,11         |             |             |
|                          |                                       |                          |                          |              |              |             |             |
| Votes valides            | Votes valides                         | Votes valides            | Votes valides            | 56 050       | 98,48        |             |             |
| Votes blancs             | Votes blancs                          | Votes blancs             | Votes blancs             | 472          | 0,49         |             |             |
| Votes nuls               | Votes nuls                            | Votes nuls               | Votes nuls               | 394          | 0,41         |             |             |
| Total                    | Total                                 | Total                    | Total                    | 56 916       | 100          |             | 100         |
| Abstention               | Abstention                            | Abstention               | Abstention               | 40 247       | 41,42        |             |             |
| Inscrits / participation | Inscrits / participation              | Inscrits / participation | Inscrits / participation | 97 163       | 57,69        |             |             |